# Moorfleet

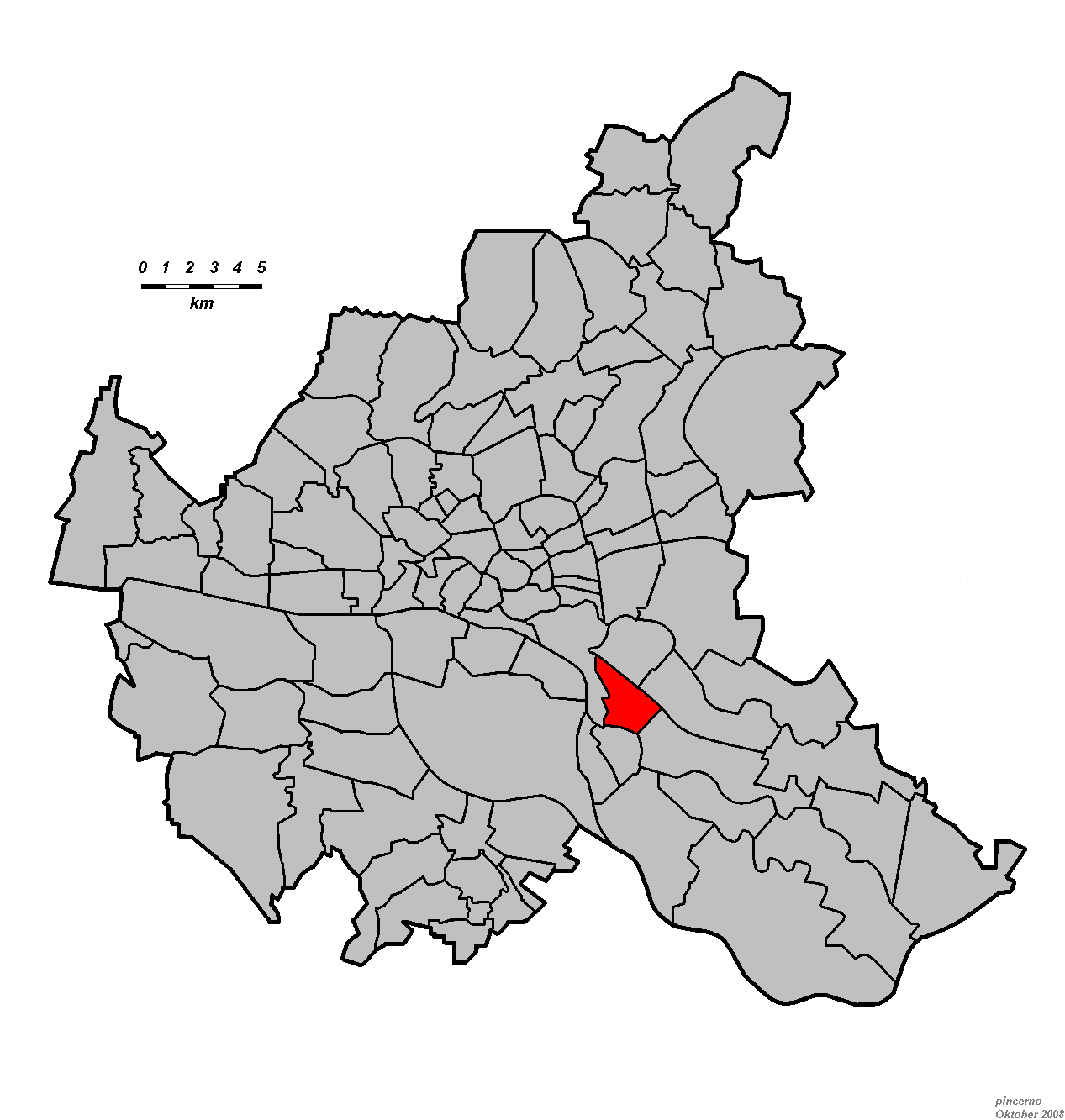
Moorfleets läge inom Hamburg.

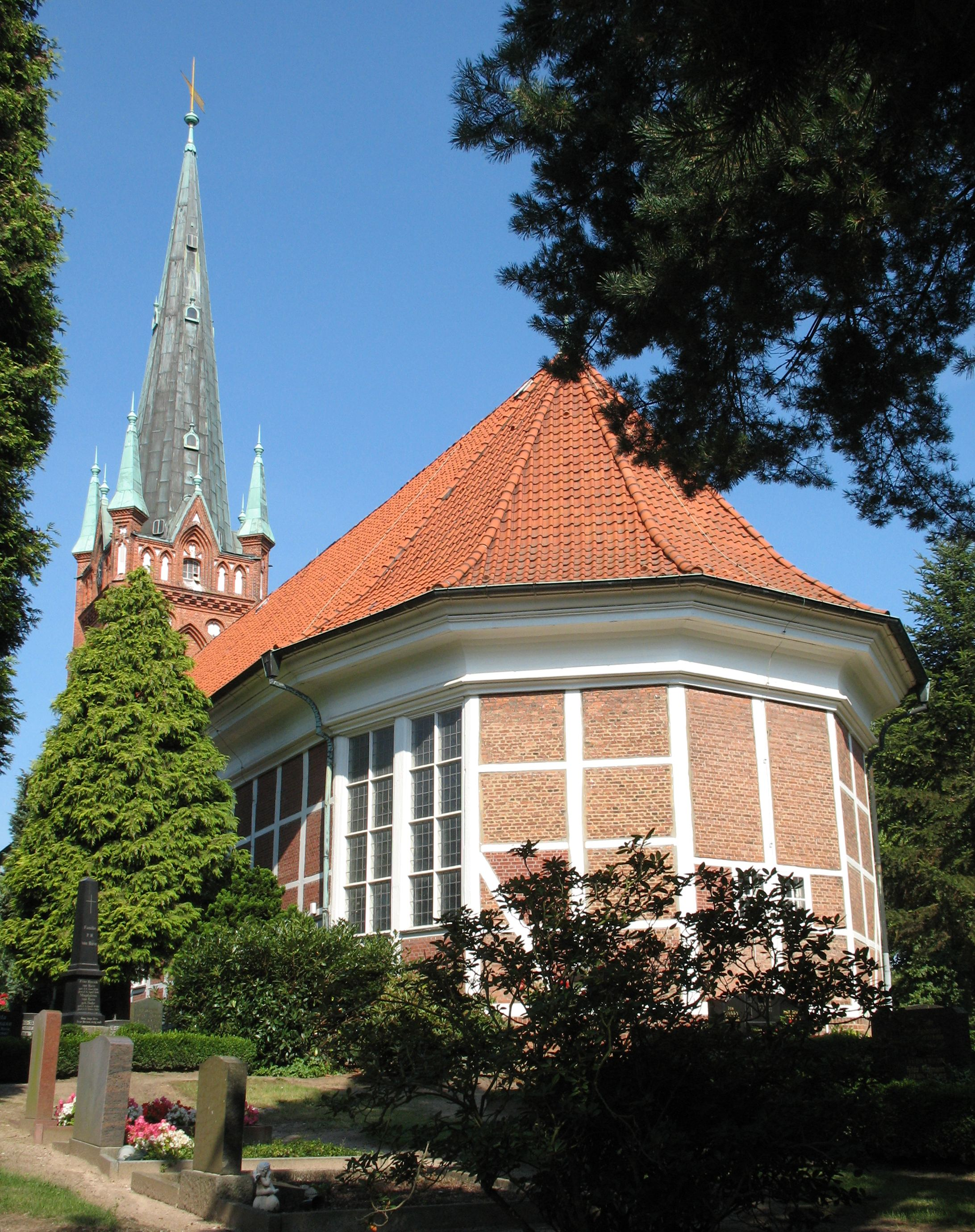
Sankt Nicolai kyrka

Moorfleet är en stadsdel i Hamburg i stadsdelsdistriktet Bergedorf. I stadsdelen ligger ett Ikea-varuhus. I distriktet möts motorvägarna A1 och A25.